# Macrocéphalie urbaine

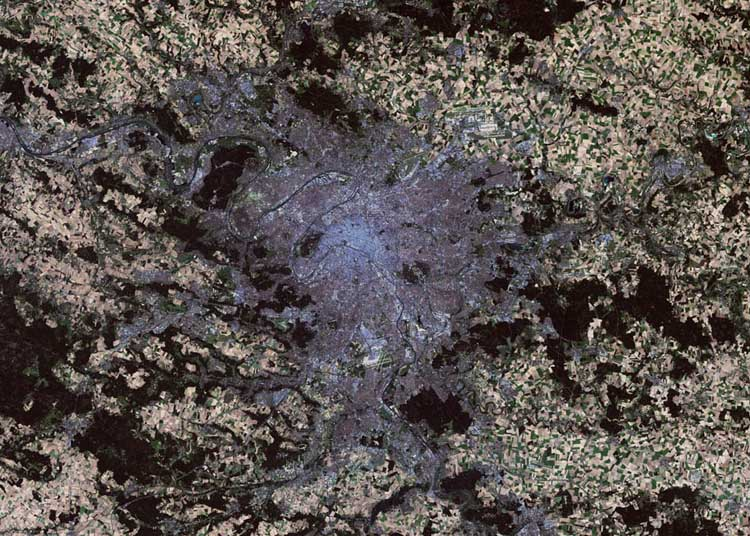
L'aire urbaine de Paris, qui regroupe 19 % de la population française, est 5,5 fois plus peuplée que la seconde aire urbaine la plus peuplée.

La macrocéphalie, en géographie, est la configuration d’un espace largement dominé par un pôle unique concentrant population, activités et fonctions au point de freiner voire d’empêcher l’affirmation de pôles secondaires.
Le poids de la métropole parisienne à l'échelle de la France est un exemple typique de macrocéphalie comme peut l'illustrer la nécessité d'une décentralisation industrielle dans les années 1960, qui a vu le jour à la suite de l'ouvrage de Jean-François Gravier Paris et le désert français. 
En outre, la France est l'un des rares pays d'Europe occidentale, avec le Royaume-Uni, dont le système urbain est macrocéphale. 
Dans les cas de macrocéphalie particulièrement prononcée, on parle parfois de mégacéphalie, d’hypercéphalie ou encore de monocéphalie.
En France, on parle parfois de macrocéphalie à l'échelle régionale, pour certaines villes qui concentrent une part très majoritaire de la population du territoire qu'elles dirigent, en particulier Toulouse vis-à-vis de Midi-Pyrénées,, Limoges vis-à-vis du Limousin, voire Bordeaux, Clermont-Ferrand, Dijon, Ajaccio.